# Víctor Córdoba
Víctor Andrés Córdoba (n. Medellín, Antioquia, Colombia; 8 de noviembre de 1987) es un futbolista colombiano. Juega de Mediocampista.

## Trayectoria

### Once Caldas
En el 2011 compartió el mediocampo con Alexander Mejía y Carlos Carbonero, clasificando al Once Caldas a la Copa Libertadores 2012.

### Real Cartagena
En el 2012 desciende con el Real Cartagena tras una pésima campaña. En el 2013 logra clasificar con el Cartagena a los cuadrangulares finales pero sin llegar hasta la final y no pudiendo clasificar, a pesar de aquello "el boxeador" fue una de las figuras llegando a ser capitán.

### Club Bolívar
Fue contratado por el Club Bolívar de cara a las semifinales de la Copa Libertadores 2014 siendo eliminado por San Lorenzo jugando el partido de vuelta de titular que a posterior ganarían por 1 a 0.
Luego de un paso por México vuelve al Real Cartagena de la Primera B de Colombia volviendo a clasificar a los cuadrangulares finales y no pudiendo pasar a las finales.

### Deportivo Táchira
En el 2017 es contratado por el Deportivo Táchira de cara a la Copa Conmebol Libertadores 2017. Debuta el 23 de enero en la derrota por la mínima frente a Deportivo Capiatá, quedarían eliminados por el mismo marcador en el global.

## Clubes
| Club              | País      | Año         | PJ | Goles |
| ----------------- | --------- | ----------- | -- | ----- |
| Once Caldas       | Colombia  | 2007 - 2011 | 32 | 1     |
| Real Cartagena    | Colombia  | 2012 - 2014 | 56 | 3     |
| Bolívar           | Bolivia   | 2014 - 2015 | 16 | 0     |
| Juárez            | México    | 2015        | 6  | 0     |
| Real Cartagena    | Colombia  | 2016        | 2  | 0     |
| Deportivo Táchira | Venezuela | 2017        | 28 | 0     |
| Alianza Petrolera | Colombia  | 2018        | 5  | 0     |
| Leones            | Colombia  | 2018        | 4  | 0     |

## Estadísticas
- Fuente:

| Equipo                                                                                       | Div                 | Temporada           | Liga     | Liga  | Copa Nacional(1) | Copa Nacional(1) | Copa Internacional(2) | Copa Internacional(2) | Total    | Total |
| Equipo                                                                                       | Div                 | Temporada           | Partidos | Goles | Partidos         | Goles            | Partidos              | Goles                 | Partidos | Goles |
| Once Caldas · Colombia                                                                       | 1.ª                 | 2011                | 28       | 1     | 4                | 0                | -                     | -                     | 32       | 1     |
| Once Caldas · Colombia                                                                       | Total               | Total               | 28       | 0     | 4                | 0                | -                     | -                     | 32       | 1     |
| Real Cartagena · Colombia                                                                    | 1.ª                 | 2012                | 2        | 0     | -                | -                | -                     | -                     | 2        | 0     |
| Real Cartagena · Colombia                                                                    | 2.ª                 | 2013                | 31       | 2     | 12               | 1                | -                     | -                     | 43       | 3     |
| Real Cartagena · Colombia                                                                    | 2.ª                 | 2014                | 11       | 0     | -                | -                | -                     | -                     | 11       | 0     |
| Real Cartagena · Colombia                                                                    | Total               | Total               | 44       | 2     | 12               | 1                | -                     | -                     | 56       | 3     |
| Club Bolívar · Bolivia                                                                       | 1.ª                 | 2014/15             | 15       | 0     | 0                | 0                | 1                     | 0                     | 16       | 0     |
| Club Bolívar · Bolivia                                                                       | Total               | Total               | 15       | 0     | 0                | 0                | 1                     | 0                     | 16       | 0     |
| Juárez · México                                                                              | 2.ª                 | 2015/16             | 6        | 0     | 0                | 0                | 0                     | 0                     | 6        | 0     |
| Juárez · México                                                                              | Total               | Total               | 6        | 0     | 0                | 0                | 0                     | 0                     | 6        | 0     |
| Real Cartagena · Colombia                                                                    | 1.ª                 | 2016                | 2        | 0     | 0                | 0                | -                     | -                     | 2        | 0     |
| Real Cartagena · Colombia                                                                    | Total               | Total               | 2        | 0     | 0                | 0                | -                     | -                     | 2        | 0     |
| Deportivo Tachira · Venezuela                                                                | 1.ª                 | 2017                | 19       | 0     | 1                | 0                | 2                     | 0                     | 22       | 0     |
| Deportivo Tachira · Venezuela                                                                | Total               | Total               | 19       | 0     | 0                | 0                | 2                     | 0                     | 22       | 0     |
| Total en su carrera                                                                          | Total en su carrera | Total en su carrera | 115      | 2     | 17               | 1                | 3                     | 0                     | 142      | 4     |
| (1) Incluye datos de la Copa Colombia. (2) Incluye datos de la Copa Libertadores de América. |                     |                     |          |       |                  |                  |                       |                       |          |       |

## Palmarés

### Campeonatos nacionales
| Título                     | Club         | País     | Año  |
| -------------------------- | ------------ | -------- | ---- |
| Torneo Apertura            | Once Caldas  | Colombia | 2009 |
| Torneo Finalización        | Once Caldas  | Colombia | 2010 |
| Torneo Apertura            | Club Bolívar | Bolivia  | 2014 |
| Torneo Clausura            | Club Bolívar | Bolivia  | 2015 |
| Torneo Apertura De Ascenso | Juárez       | México   | 2015 |